# Silvester III
Silvester III, född Giovanni di Crescenzi–Ottaviani i Rom, död senast oktober 1063 i Sabinum, var påve från den 20 januari tills han avsattes, den 10 mars 1045.

## Biografi
Giovanni di Crescenzi–Ottaviani tillhörde en av de förnämsta adelsätterna i Rom, Crescenzi, och var därmed släkt med påve Johannes XIII. Han var innan han blev påve biskop av Sabina-Poggio Mirteto.
Företrädaren påve Benedictus IX fördrevs från Rom i september 1044, och efter flera månaders strider om hans efterträdare, kunde Silvester utropas till påve i januari 1045.
Benedictus återkom dock och avsatte Silvester; Silvester fråntogs också vid synoden i Sutri värdigheten av biskop och präst, och tvingades gå i kloster i Sabina. Domen måste ha hävts efter en tid, eftersom Silvester så småningom blev biskop i Sabina än en gång. Efterträdaren till biskopsstolen där utsågs i oktober 1063, vilket innebär att Silvester måste ha avlidit senast denna månad.
Det är något omtvistat huruvida han bör betraktas som påve eller som motpåve, men Vatikanen listar honom som påve.